# エアポートリムジン (広島空港線)
エアポートリムジン・広島空港線は、広島県内の各所（広島市・福山市・呉市・三原市・竹原市・東広島市・三次市）と広島空港を結ぶ空港リムジンバスである。ICカードPASPYが利用できるバスではSuica、PASMOなども利用できる。

## 概要
1993年10月29日に広島市西区から広島県の中央部に近い豊田郡本郷町（現・三原市本郷町）へ広島空港が移転をするとともに開設された。特に広島空港は本郷町の山間部に位置するために、自動車以外（鉄道など）でのアクセスが難しく、必然的にバス路線が多く開設された。
広島・福山・呉・尾道・西条とを結ぶ路線は時間短縮のために山陽自動車道を一部経由する。これらは主にリムジンバスが使用されている。
その他の三原・三次を結ぶ路線は一般路線バス（三原線は一部に「AIRPORT LIMOUSINE」のロゴマークが入った一般路線バス・三次線は時に高速用車両）を使用し、竹原市内を結ぶ路線は9人乗りジャンボタクシーで対応している。またJR西日本白市駅からの一般路線バスでの連絡もある。
2009年にスタートしたETC休日特別割引制度で山陽自動車道の渋滞が激化した影響を受け、現在割引が適用される土・日曜日及び祝日を中心に広島線で運休が相次ぎ、問題となった。

## 歴史

### 広島線
- 1993年10月29日 運行開始[1]。全便広島バスセンター発着で、広島駅新幹線口経由便と中筋駅経由便の2路線があった。
- 2003年4月1日 広島バスセンター - 広島駅新幹線口を廃止し、広島バスセンター - 中筋駅 - 広島空港便と広島駅新幹線口 - 広島空港便へ分離。
- 2006年10月17日 広島高速1号線が山陽自動車道と直結したことに伴い、広島駅新幹線口発着便の所要時間を短縮。
- 2008年1月26日 ICカード乗車券『PASPY』が導入される。
- 2008年3月 JR西日本発行の『ICOCA』での乗車が可能になる。
- 2011年12月1日 - 2012年2月29日 広島県・広島市などで組織する「広島空港リムジンバス社会実験実行委員会」において宇品線および平和大通り線を期間限定で運行[2]。
- 2012年10月1日 - 12月31日 広島空港リムジンバス社会実験実行委員会は西風新都線および五日市線を期間限定で運行[3]。
- 2013年3月31日 - 2011年11月からの社会実験をもとに平和大通り線を一般路線化して運行開始。ただし社会実験とは異なり、広島バスセンター発着の便を平塚町停留所まで延長する形で運行し、運賃もバスセンターまで（から）乗車する場合と社会実験では1,300円のところ、平和大通り区間まで（から）乗車する場合は1,500円となる[4]。
- 2018年3月17日 - ICカード全国相互利用サービスに対応し、『Suica』、『PASMO』などでの乗車が可能になる。
- 2020年4月23日 - 新型コロナウイルス感染症の世界的流行による航空便の削減に伴い減便開始。
- 2020年5月1日 - 平和大通り・広島バスセンター発着便は当面の間全便運休（広島駅新幹線口発着便のみ）となる。
- 2020年8月1日 - 広島バスセンター発着便を減便で運行再開（平和大通り便は引き続き運休）。
- 2021年10月16日 - 12月12日 広島県の「広域MaaS推進事業」の一環として、広島港・アルパーク線の実証運行を実施[5]。

### 福山線
- 1993年10月29日 運行開始。
- （時期不明）備後赤坂駅・福山西IC経由を廃止、広尾バス停・福山東IC経由に一本化。
- 2006年8月1日 9月28日より福山から岡山空港行きももっちライナーが運行開始になる前に対抗値下げを実施。
- 2006年12月22日 旧・中国バスの事業廃止により、同社担当便を新・中国バス（両備ホールディングスの100%子会社）に移管。
- 2020年4月20日 - 新型コロナウイルス感染症の世界的流行による航空便の削減に伴い当面の間全便運休。
- 2020年11月1日 - 運行再開（2021年3月1日より新型コロナウイルス感染症の再流行により再び運休）。
- 2021年4月5日 - 運行再開（2021年5月17日より新型コロナウイルス感染症の再流行により再び運休）。
- 2021年7月1日 - 運行再開。

### 呉線
- 1993年10月29日 呉市交通局とJRバス中国により運行開始。
- 1999年3月31日 この日の運行をもって中国ジェイアールバスが撤退。
- 2010年3月15日 東広島呉自動車道の上三永インターチェンジ - 高屋ジャンクション間が開通したことから、東広島呉自動車道経由に変更（「水源地前」廃止）。
- 2011年3月31日 この日の運行もって運行廃止。
- 2013年7月1日 2012年の東広島呉自動車道の部分開通に伴う時間短縮効果のため、一部の便をクレイトンベイホテルへ延長し、広島電鉄により運行再開、エアポートリムジンではなく「エアポートバス」と呼称している[6]。
- 2015年3月16日 前日の東広島呉自動車道馬木インターチェンジ - 黒瀬インターチェンジ間の開通により、同区間を経由するようになり所要時間が短縮。また、呉行きのみ新広駅へのデマンド運行を開始。[7]

### 三原線
- 1993年10月29日 中国バスにより尾道線と三原線が運行開始。当初は福山線同様専用カラーの高速バス仕様車（前側に荷物置き場あり）が使われていた。
- （時期不明）尾道発着が新尾道駅・山陽自動車道経由便を廃止し、国道2号線・三原経由に一本化。代わりに三成（尾道営業所）発着として新尾道駅（駅前広場には入らず、北口付近の新尾道駅北口→竹屋口バス停に停車）を経由させる。激しい混雑に見舞われる三原市内の国道2号線の渋滞対策であった、三原駅から三原久井ICを経由する便も廃止となる。
- （時期不明）尾道発着は日に1往復となる。
- （時期不明）運用車両が一般路線バスと共通のものになる。
- 2009年10月31日 この日の運行をもって尾道線が廃止になり、11月1日より三原線のみとなる。

### 三次線
- 2016年7月14日 社会実験として2016年7月14日から2017年1月13日まで備北交通により運行開始。
- 2016年9月1日 この日より山の駅世羅（世羅大豊農園）にも停車開始。
- 2016年12月12日 2017年3月31日まで社会実験（運行）の延長を発表
- 2017年3月29日　さらなる延長が発表。（新聞報道では1年間）
- 2018年3月30日　さらなる延長が発表。（新聞報道では1年間）
- 2018年7月21日　南大下・三良坂停留所に停車開始。これにより、三次東 - 吉舎間が尾道道経由から国道184号経由に切り替えられる。
- 2020年9月30日　新型コロナウイルス感染症の世界的流行による航空便の削減に伴い運行終了[8]。

### 竹原線
- （時期不明）9人乗りジャンボタクシーにて運行開始。
- 2020年8月1日 - 新型コロナウイルス感染症の世界的流行による航空便の削減に伴い当面の間全便運休。
- 2021年10月1日 - 運行再開。

### 西条線
- 2017年10月29日 芸陽バスと中国ジェイアールバスにより運行開始[9]。
- 2020年5月1日 新型コロナウイルス感染症の世界的流行による航空便の削減に伴い当面の間全便運休。
- 2023年3月26日 新型コロナウイルス感染症の世界的流行で運休していたが，運休前と同頻度で再開。

### 白市駅広島空港連絡バス
- 開港当初から芸陽バスにより、事実上の一般路線バスとして運行されている。
- 2013年現在、河内インター経由と、下大内原経由の2系統あり、所要時間はそれぞれ15分と14分である。一部は白市駅より先も、東広島中核工業団地や、ネオポリス(北)まで直通で運行するものもある。 1時間あたり1～3本の設定。 なお、高速道路のETC利用車への休日特別割引の影響で、広島駅や広島バスセンターへのリムジンバスに大幅な遅れや運休が発生した場合には、本路線からJR山陽本線へ乗り換えるルートが迂回路となるため、臨時に特発される場合がある。

### 尾道線（でべライナー）
- 尾道線は過去に中国バスやおのみちバスが路線バスを開設していたが、いずれも撤退している（詳細はエアポートリムジン (広島空港線)#歴史の三原線の項目やエアポートリムジン (広島空港線)#かつて運行されていた路線を参照）。
- 2019年8月1日 尾道市向島の大平交通が9人乗りジャンボタクシーにて運行開始[10]。
- 名称の「でべライナー」とは尾道特産の小さいヒラメを干した「でべら」と「ライナー」をかけたものである。
- 2020年4月13日 - 新型コロナウイルス感染症の世界的流行による航空便の削減に伴い当面の間全便運休。
- 2023年7月20日 - 予約制乗合タクシーとして運行再開。

### 定額運賃送迎タクシー
広島空港と広島市内、尾道市（浦崎地区を除く旧市内地区）および尾道市因島地区を定額運賃で送迎するサービスがある。

## 運行会社

### 広島線
5社による共同運行（車体塗装は5社共通）。宮島空港線とアルパーク・ジ アウトレット広島空港線はひろでんモビリティサービスの単独運行。
- 広島電鉄
  - 広島北営業所が広島線の運行及び宮島空港線、アルパーク・ジ アウトレット広島空港線の予約業務を担当。
- 広島バス
  - 観光営業課が担当。
- 広島交通
  - 高陽営業所が担当。
- 芸陽バス
  - 広島営業所が担当。
- JRバス中国
  - 広島支店が担当。
- ひろでんモビリティサービス
  - 本社が担当。

### 福山線
2社による共同運行。以前は広島方面とは似ているが別デザインの両社共通の専用カラーがあったが、廃車による入れ替えの結果、現在は使用されていない。
- 中国バス
  - 福山営業所が担当。現在は、利用客の低迷で2008年2月より本線にコンバートされたももっちライナーのデザインを手直ししたバスが専用車両として使用されている。また、同じ両備グループの両備バスからも元ももっちライナー用の車両が移籍して使用されている。
- 鞆鉄道
  - 福山営業所が担当。同社の基本カラーの高速バス仕様車が他路線と共通で使われている（PASPY搭載車を優先使用）。

### 呉線
- 広島電鉄
  - 呉中央営業所が担当。
  - 以前は呉市交通局・中国ジェイアールバスが参入していたが、現在は撤退している。

### 三原線
- 中国バス
  - 尾道営業所が担当。
  - かつて1往復運行されていた尾道線は尾道営業所から三原線への車両回送も兼ねていた。

### 三次線
- 備北交通
  - 三次営業所が担当。

### 竹原線
- 安全タクシーが担当。

### 西条線
- 芸陽バス
  - 西条営業所が担当。
- 中国ジェイアールバス
  - 東広島支店が担当。

### 白市駅広島空港連絡バス
- 芸陽バス
  - 西条営業所が担当。

### 尾道線（でべライナー）
- 大平交通が担当。

## 停車停留所
主な停留所のみ掲載。＜停留所 - 停留所＞でくくった間はクローズドドアシステムを採用しているため相互乗降はできない。福山線広島空港 - 中央森林公園と三原線の全区間のみ相互乗降可能。／はどちらかを経由する。
2017年4月1日から三原線で、2020年3月29日から広島線・福山線・呉線・三次線・西条線で路線番号が導入されている。

### 広島線
- 広島駅線

H2/HIJ 広島駅 - 広島空港
- 広島バスセンター線

H1/HIJ ＜広島バスセンター - 中筋駅＞ - 広島空港
- 平和大通り線

H9/HIJ ＜平塚町 - 田中町 - 富士見町（広島空港行きのみ停車） - 小町　- 白神社前（広島空港発のみ停車） - 広島バスセンター - 中筋駅＞ - 広島空港

#### 社会実験
- 宇品線（2011年12月1日 - 2012年2月29日）

＜グランドプリンスホテル広島 - 広島港桟橋＞ - 広島空港
- 平和大通り線（2011年12月1日 - 2012年2月29日）

＜NHK広島放送会館前・白神社前 - 小町 - 田中町 - 広島駅新幹線口＞ - 広島空港
- 西風新都線（2012年10月1日 - 12月31日）

＜大塚駅 - Aシティ中央 - こころ入口 - 沼田PA＞ - 広島空港
- 五日市線（2012年10月1日 - 12月31日）

＜五日市駅北口 - 昭和台 - 高井北 - 石内原田 - 沼田PA＞ - 広島空港

### 福山線

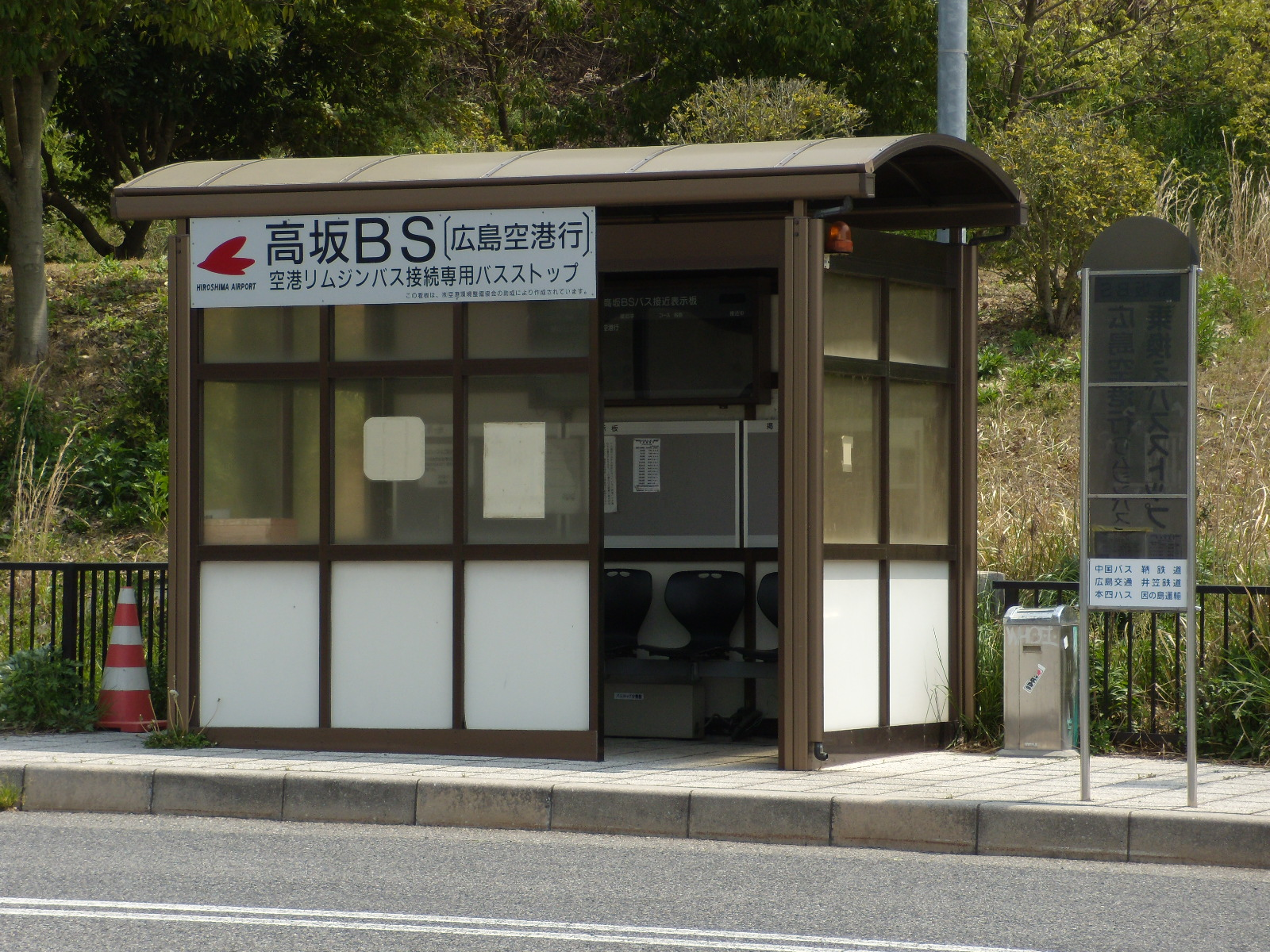
高坂バスストップ

- F/HIJ ＜福山駅前 - 広尾 - 千田BS（山陽道） - 福山本郷BS（山陽道） - 高坂BS（山陽道）＞ - 中央森林公園 - 広島空港
- 高坂BS（高坂PAに併設）は以下の高速バスとの乗り継ぎ利用のみ可能（広島方面の乗り継ぎは不可）。メリーバード号 (広島 - 鳥取線)は中国自動車道への経路変更により、高坂BSを経由しなくなったため、サンサンライナー（広島 - 岡山）・しまなみライナー（広島 - 今治）はダイヤ改正により、高坂BSに停車しなくなったため、乗り継ぎは不可能になった。
  - リードライナー（広島 - 府中・平成大学）
  - ピースライナー（広島 - 甲山・甲奴）
  - フラワーライナー（広島 - 尾道・因島）

### 呉線
- K/HIJ ＜クレイトンベイホテル - 呉駅前 - 本通3丁目 - 阿賀駅前＞ - 広島空港
  - クレイトンベイホテル発着は2往復のみ、それ以外は呉駅前発着。

### 三原線
- 1/10 三原駅前 - 本郷支所前 - 中央森林公園 - 広島空港
  - 尾道線廃止後、全区間相互乗降可能となった（時期不明）。
  - 広島空港行きは10号線、三原駅前行きは1号線となる。

### 三次線
- M/HIJ ＜三次工業団地（備北交通三次営業所） - 三次中央病院 - 三次ロイヤルホテル前 - 三次駅前 - 南大下 - 三良坂 - 吉舎中学校前 - 山の駅世羅（世羅大豊農園）＞ - 広島空港

### 竹原線
- ＜竹原フェリー - 竹原駅＞ - 広島空港
  - 空港行きは事前電話予約、竹原行きは車内での申告により運行ルート内の芸陽バス停留所に停車する。

### 西条線
- S/HIJ 西条駅北口 - 広島空港

### 白市駅広島空港連絡バス
- ネオポリス - 白市駅 - 河内インターチェンジ／元兼 - 広島空港

### 尾道線（でべライナー）
- （大平交通）向島車庫 - 尾道大橋 - 長江口 - 尾道駅前 - 新尾道駅 - 広島空港

## 運行経路

### 広島駅線
- 広島駅 - 広島県道70号広島中島線 - 間所出入口 - 広島高速1号線 -広島東IC -  山陽自動車道 - 河内IC - 広島県道73号広島空港線 - 広島空港
  - 広島駅線は府中町内の交通渋滞のため、迂回運行をする場合がある

### 広島バスセンター線
- 広島バスセンター - 国道54号(祇園新道) - 広島IC - 山陽自動車道 - 河内IC - 広島県道73号広島空港線 - 広島空港

### 福山線
- 福山駅前 - 国道2号 - 国道182号 - 福山東IC - 山陽自動車道 - 本郷IC - 広島県道82号広島空港本郷線 - 広島空港
- 以前は、半数が福山駅前 - 国道2号 - 広島県道54号福山尾道線（赤坂バイパス開通前は国道2号の一部） - 赤坂駅前バス停（広島空港行は乗車のみ・福山駅行は降車のみ） - 松永道路 - 福山西ICを経由していたが、現在は上記に一本化されている。

### 呉線
- クレイトンベイホテル - 国道31号 - 呉駅前 - 国道185号 - 阿賀IC - 東広島呉自動車道 - 高屋JCT - 山陽自動車道 - 河内IC - 広島県道73号広島空港線 - 広島空港

### 三原線
- 三原駅前 - 広島県道82号広島空港本郷線 - 広島空港

### 竹原線
- 竹原駅前 - 国道432号 - 広島県道73号広島空港線 - 広島空港

### 西条線
- 西条駅北口 - 広島県道329号飯田吉行線 - 国道375号 - 西条IC - 山陽自動車道 - 河内IC - 広島県道73号広島空港線 - 広島空港

### 白市駅広島空港連絡バス
- 白市駅 - 広島県道59号東広島本郷忠海線 - 広島県道73号広島空港線 - 広島空港

### 尾道線（でべライナー）
- 向島車庫 - 国道317号線 - 国道2号線 - 国道184号線 - 尾道IC - 山陽自動車道 -  - 本郷IC - 広島県道73号広島空港線 - 広島空港

## かつて運行されていた路線

### 尾道線（中国バス運行時代）
- 当初は、3系統で運行されていた。
  - 尾道駅 - 国道184号 - 尾道IC - 山陽自動車道 - 本郷IC - 広島県道82号広島空港本郷線 - 広島空港（山陽自動車道経由）
  - 尾道駅 - 国道2号 - 三原駅前 - 広島県道82号広島空港本郷線 - 広島空港（国道2号線経由）
  - 尾道駅 - 国道2号 - 三原駅前 - 広島県道25号三原東城線 - 三原久井IC - 山陽自動車道 - 本郷IC - 広島県道82号広島空港本郷線 - 広島空港 (三原久井IC経由）
- その後、国道2号線経由に一本化され、尾道側で三成（中国バス尾道営業所） - 国道184号 - 尾道駅間を延長した上で、三原線と完全に一体となっていた。
- 末期までに尾道発着は日に1往復のみとなっていた。

### 尾道線（おのみちバス運行時代）
- ＜高須車庫 - 東尾道駅 - 国道2号 - 長江口 - 尾道駅 - 国道184号 - 新尾道駅＞ - 尾道IC - 山陽自動車道 - 本郷IC - 広島空港（山陽自動車道経由）
- おのみちバス本社営業所が担当していた。
- 2016年4月1日 おのみちバスにより1日2往復（火曜日、土曜日は3往復）で運行再開（運行再開までについては上記の三原線を参照）。エアポートリムジンではなく「エアポートバス」と呼称している。
- 2016年10月30日 1日3往復の日が土曜日、日曜日、祝日、年末年始（12月29日から1月3日）、お盆期間（8月12日から16日）に変更される。
- 2017年10月29日 尾道市内の停留所が12カ所から6カ所増えて18カ所になる[13]。
- 2019年1月6日 この日の運行をもって尾道線が廃止になる。

### 三次線
- 三次工業団地 - 国道375号 - 国道183号 - 国道184号 - 世羅広域農道（フルーツロード） - 国道432号 - 広島県道49号本郷大和線（広島中央フライトロード） - 広島空港
  - 2018年7月20日までは、三次東IC - 吉舎IC間で尾道自動車道を使用していた。

## 車両
広島線は宮島口およびジ・アウトレット広島発着便を除き基本的にハイデッカー車で運行し、広島電鉄担当の一部便は車椅子リフト装備車両が使われる。他線においては、通常トランク容量を確保する目的から直結エアコン装備のハイデッカー車もしくはスーパーハイデッカー車が使用されるケースが多いが、運行開始後長らく通常の都市間路線仕様車が導入されていた。
2016年に運行再開された尾道線は、しまなみサイクルエクスプレス同様自転車の搭載が出来るよう改造されたいすゞ・エルガトップドア車を使用していた。
三次線は運行開始当初はマイクロバス車両（日野・リエッセ）を使用していたが、廃止時点ではシートベルト装備の中型路線バス車両での運用だった。

## 車内設備
- 広島線・福山線・呉線・尾道線・西条線 4列シート（全便自由席）
- 三原線・白市駅空港連絡線及び中国バス運行時代の尾道線・三次線 一般路線バス（白市駅空港連絡線は4列シートの高速仕様車の場合もある）
- 竹原線・尾道線（でべライナー）・宮島空港線・アルパーク・ジ アウトレット広島空港線 9人乗りジャンボタクシー